# Mário Centeno
Mário Centeno, född 9 december 1966 i Olhão, är en partipolitiskt oberoende portugisisk politiker. Han var från 26 november 2015 till 15 juni 2020 finansminister i regeringen Costa II. Mário Centeno är utbildad ekonom från Lissabons universitet och Harvard University.
Den 4 december 2017 blev Mário Centeno utnämnd till ordförande för Eurogruppen. Han efterträdde därmed Jeroen Dijsselbloem som tidigare innehade denna befattning. Han var gruppens ordförande till 13 juli 2020.
Den 20 juli 2020 tillträdde Mário Centeno som ordförande för Banco de Portugal, Portugals centralbank.